# Кристаллизованный нитрид бора
Кристаллизованный нитрид бора - композитный материал, по твердости превосходящий алмаз. Производный материал, изменивший свою атомную структуру под воздействием высокого давления. 

## Получение
Получен в небольших количествах китайскими физиками из университета Цзяотун в Шанхае.
Являются продуктом ряда химических реакций и большого давления, под которым они были созданы.
Расчётные данные показывают, что современные природные алмазы способны выдерживать давление в 97 гигапаскалей. Кристаллизованный нитрид бора — до 112 гигапаскалей.

## Недостатки
Исчезновение достоинств материала при нагревании выше 600 градусов.